# NGC 1372
NGC 1372 este o galaxie eliptică situată în constelația Eridanul. A fost descoperită în 12 noiembrie 1885 de către Francis Leavenworth. Se află la o distanță de 124,54 de megaparseci de Pământ.